# Minamidaitojima
Minamidaitojima (南大東島, Minami Daitō-jima), também conhecida por Minami Daito ou Minami Daitoō, é uma ilha japonesa com uma área de 30.57 km² e 1 329 habitantes (Março de 2006). Situada no grupo insular das ilhas Daito, a ilha administrativamente faz parte da prefeitura de Okinawa.

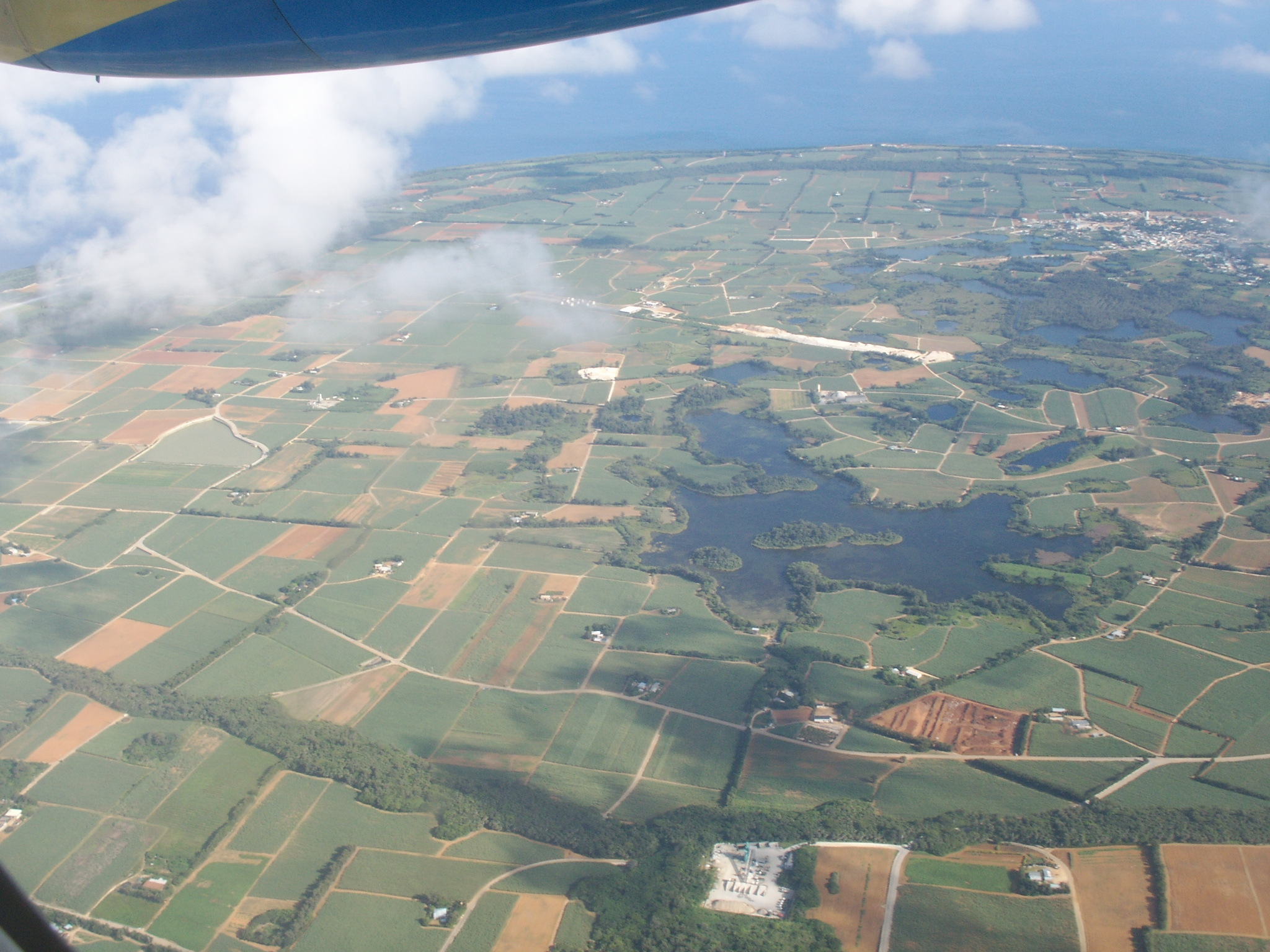
Vista aérea de Minami Daito.

A ilha foi durante muito tempo conhecida como ilha Borodino do Sul, nome que lhe foi atribuído pelo navio russo Borodino que a avistou, então desabitada, em 1820.
Em 1899 instalaram-se na ilha os primeiros habitantes permanentes, um grupo de agricultores vindos da ilha de Hachijo que se dedicou à cultura da cana-de-açúcar. A ilha chegou a ter uma pequena linha ferroviária destinada ao transporte da cana de açúcar, entretanto desmantelada.
A ilha está localizada na região subtropical e é de origem coralina. Com excepção da vizinha ilha de Kita Daito, a terra habitada mais próxima fica a 4oo km de distância. Devido à deslocação da estrutura tectónica sobre a qual assenta, a ilha move-se em direcção ao norte a uma velocidade de cerca de 7 cm por ano.
As principais actividades económicas são a agricultura (cana-de-açúcar) e a pesca. A ilha é servida por um aeroporto.
A ilha é antípoda de uma região desabitada do estado do Paraná, no Brasil, próxima à divisa com a cidade catarinense de Garuva.